# Nevele
Nevele est une ancienne commune néerlandophone de Belgique située en Région flamande, dans la province de Flandre-Orientale. Au 1er janvier 1977, les communes de Hansbeke, Landegem, Merendree, Poesele et Vosselare ont fusionnés avec Nevele. Cette commune a à son tour été fusionnée le 1er janvier 2019 avec celle de Deinze, la nouvelle commune adoptant le nom de « Deinze ».

## Sections de la commune fusionnée de 1977 à 2018
| # | Section   | Superf. (km²) | Habitants (2020) | Habitants par km² | Code INS |
| - | --------- | ------------- | ---------------- | ----------------- | -------- |
| 1 | Nevele    | 13,90         | 2.875            | 207               | 44049A   |
| 2 | Poesele   | 2,52          | 456              | 181               | 44049B   |
| 3 | Hansbeke  | 9,89          | 2.096            | 212               | 44049C   |
| 4 | Merendree | 10,82         | 2.048            | 189               | 44049D   |
| 5 | Landegem  | 8,56          | 3.438            | 402               | 44049E   |
| 6 | Vosselare | 6,21          | 1.450            | 233               | 44049F   |

## Histoire
La plus ancienne mention écrite de Nevele est Niviala (fin du IXe siècle dans une copie de 941). Ce nom contient très probablement le celtique nevia-ialo qui signifie « nouvelle terre » ou « terre nouvellement cultivée ».
Bien que les découvertes archéologiques suggèrent une habitation préhistorique et gallo-romaine, Nevele était particulièrement importante à partir du Moyen Âge.
Le Pays de Nevele était alors l'une des seigneuries les plus importantes de la châtellenie d'Oudburg dans le comté de Flandre. Elle se composait alors de plusieurs villages et était gouvernée par les seigneurs de Nevele. La ville principale du Het Land van Nevele était le village de Nevele lui-même, qui avait le statut de ville et de liberté. Cela peut être déduit du plus ancien sceau conservé de Nevele datant du 21 juin 1316. Le texte se lit comme suit (traduction) : « sceau des échevins de la ville de Nevele en Flandre ». Nevele était donc déjà une ville au moment de la bataille des Éperons d'Or, ce qui témoigne des premières activités commerciales.
Le 13 mai 1381, les troupes de Louis II de Flandre y remportèrent une victoire sur les Gantois révoltés commandés par Jehan de Launay (révolte des chaperons blancs).
Le seigneur de Nevele vivait dans le centre de Nevele aux XIe  et  XIIe siècles dans un château fort fortifié près de l'église. En raison des violences de guerre lors de la bataille de Nevele, le 13 mai 1381, le château, l'église et la plupart des maisons de Nevele furent détruites. Le seigneur de Nevele s'installe alors au château d'Ooidonk à Bachte-Maria-Leerne. En 1452, une autre bataille eut lieu. L'ancien château fut entièrement démoli en 1488-1489, à l'exception de la tour d'habitation (donjon). Deux murs de cette tour résidentielle sont encore debout (au 6 de la Cyriel Buyssestraat).
Durant les guerres de religion du XVIe siècle, Nevele et ses environs ont beaucoup souffert des pillages et de la Furie iconoclaste. Le plus célèbre seigneur de Nevele et comte de Hoorne, Philippe de Montmorency, avec le comte d'Egmont fut décapité à Bruxelles en 1568 en conséquence de cette rébellion. La seigneurie de Nevele fut confisquée et Nevele se remit difficilement de ces coups.
Ce n'est qu'au XVIIIe siècle qu'une amélioration est perceptible, mais le XIXe siècle est à nouveau caractérisé par un déclin économique. Cependant, la construction du Canal de Schipdonk, creusé en 1847, fut d'importance. Et quelques petites usines voient le jour, comme des brasseries, des usines de farine et de fécule de pomme de terre, ainsi que l'usine de chicorée Buysse-Loveling.
Les deux guerres mondiales du XXe siècle ont causé de nombreux dégâts dans le village.

## Démographie

### Évolution démographique: Avant la fusion de 1977
- Sources : INS, Rem. : 1831 jusqu'en 1970 = recensements, 1976 = nombre d'habitants au 31 décembre[3].

### Évolution démographique: Commune fusionnée de 1977 à 2018
En tenant compte des anciennes communes entraînées dans la fusion de communes de 1977, on peut dresser l'évolution suivante:
Les chiffres des années 1831 à 1970 tiennent compte des chiffres des anciennes communes fusionnées.
- Source: DGS , de 1831 à 1981=recensements population; à partir de 1990 = nombre d'habitants chaque 1 janvier

## Personnalités

### Nées à Nevele
- Alice Buysse (1868-1963), femme politique
- Herman Meganck (1792-1853), jésuite, fondateur des FUNDP (Namur).
- Leo Lovaert (1802-1872), facteur d'orgues
- Rosalie Loveling (1834-1875), écrivain
- Virginie Loveling (1836-1923), écrivain
- Cyriel Buysse (1859-1932), écrivain
- Julius A. Nieuwland (1878-1936), botaniste et chimiste
- René Tavernier (1914-1992), géologue, pédologue et stratigraphe
- Monika van Paemel, écrivain née en 1945
- Eddy Planckaert, coureur cycliste né en 1958
- Willy Planckaert, coureur cycliste né en 1944
- Erwin Mortier, écrivain et poète né en 1965

### Autres
- Jean de Nivelle, à l'origine Jean de Montmorency, fils aîné déshérité de l'héritage paternel par Jean II de Montmorency, trouve refuge dans la seigneurie de Nevele, héritée de sa mère. Il est à l'origine de la branche des Montmorency-Nevele.
- Philippe de Montmorency, comte de Horn, seigneur de Nevele, arrière-petit-fils du précédent, exécuté le 5 juin 1568 à Bruxelles au début du soulèvement des Pays-Bas contre Philippe II, roi d'Espagne.